# شمال غربی جنوب آسیا
شمال غربی جنوب آسیا (انگلیسی: Northwestern South Asia)، یک منطقه جغرافیایی در جنوب آسیا است. این کشور شامل افغانستان امروزی)، پاکستان، شمال غربی هند و منطقه خودمختار تبت چین است.